# 彗星の一覧
この項目は、彗星の一覧である。非周期彗星と周期彗星に分けている。
非周期彗星は一回しか見られない。非周期彗星の軌道は普通は放物線軌道に近く、太陽の近傍には戻ってくるとしても数千年以上かかる。
周期彗星は普通は長く伸びた楕円軌道であり、太陽の近傍に数十年ごとに戻ってくる。
彗星の公式符号は非周期彗星は「C/」で、周期彗星は「P/」または番号が付いて「nnnP/」で始まる。見失われたか消滅した彗星の符号は「D/」で始まる。
- 非周期彗星の一覧
- 周期彗星の一覧